# 12204 Jonpineau
A 12204 Jonpineau (ideiglenes jelöléssel (12204) 1981 EK26) a Naprendszer kisbolygóövében található aszteroida. Schelte J. Bus fedezte fel 1981. március 2-án.

## Kapcsolódó szócikk
- Kisbolygók listája (12001–12500)